# منتزعة الكبريت ملتهمة الكحول
منتزعة الكبريت ملتهمة الكحول (الاسم العلمي: Desulfovibrio alcoholivorans) هي نوع من البكتيريا، سلبية الغرام، تتبع جنس منتزعة الكبريت.